# Crescentia alata
Crescentia alata é uma árvore da família Bignoniaceae nativa do sul do México, e do norte da América Central ao sul da Costa Rica. A espécie foi descrita pela primeira vez pelo botânico alemão Karl Sigismund Kunth em 1818.